# Stanežiče
Stanežiče este o localitate din comuna Ljubljana, Slovenia, cu o populație de 670 de locuitori.